# Quartet de corda núm. 7 (Schubert)
El Quartet de corda núm. 7 (D 94), en re major, va ser compost per Franz Schubert el 1811 o 1812.

## Moviments
1. Allegro (re major)
2. Andante con moto (sol major)
3. Menuetto: Allegretto (re major; Trio en si♭ major)
4. Presto (re major)